# مجموعة الشعلة
مجموعة الشعلة وتعرف أيضا باسم الشعلة القابضة هي شركة سعودية خاصة تأسست في عام 1970، يملكها الأمير مشعل بن عبد العزيز آل سعود أحد أبناء عبد العزيز آل سعود. بدأت الشركة في الاستثمار في مجال التأمين والعقارات، ثم توسعت في دعم تجارة النفط السعودي. انتقلت السلطة الإدارية للشعلة من مشعل بن عبد العزيز آل سعود إلى نجله عبد العزيز بن مشعل آل سعود منذ أواخر التسعينيات.

## شركات فرعية
يندرج تحت اسم مجموعة الشعلة العديد من الشركات المتخصصة.
- الظهران العالمية للنفط والغاز: أنشئت سنة 2006، وتنشط في مجالات التنقيب والحفر وإنتاج النفط والغاز؛ توفير خدمات حقول النفط والغاز؛ إصلاح وصيانة معدات النفط والغاز.[6]
- أسمنت ينبع: شركة مصنعة للاسمنت بإجمالي طاقة إنتاجية أكثر من 7 ملايين طن من الكلنكر وبطاقة تعبئة أسمنت تصل إلى 10 ملايين طن سنوياً. تقع مصانع الشركة في منطقة رأس بريدي المطلة على ساحل البحر الأحمر، على بعد 70 كم شمال غرب ميناء ينبع ويقع مقر الإدارة العامة للشركة في مدينة جدة.[7]
- الجوف الزراعية.
- شركة الأعمال التقنية المتقدمة والحديثة.

## أعمال المجموعة
اكتسب نموها زخماً في الوقت الذي بدأت فيه المملكة العربية السعودية الاستثمار بكثافة في البنية التحتية مع تطوير شركة الشعلة للخبرات في مجال التطوير العقاري. تتمتع الشركة معاملات مالية واسعة في مشاريع بمليارات الدولارات في المملكة العربية السعودية وفي جميع أنحاء منطقة الخليج العربي. كما استثمرت في صناعة الأسمنت، في المستويين الأول والثاني من الصناعات البترولية والبتروكيماوية، البنية التحتية، بالإضافة إلى التمويل الدولي.
توزع المجموعة أيضا معدات وآلات النفط والغاز الطبيعي.

## مشاريع العقار
وقع مشعل بن عبد العزيز رئيس مجلس إدارة مجموعة الشعلة القابضة يوم 19 ماي 2007 عقدا لإقامة مشروع تجاري كبير شمال غربي مدينة الرياض بتكلفة تقدر بستة مليارات ريال سعودي مع ممثلي ائتلاف عقاري يضم إلى جانب مجموعة الشعلة القابضة كلا تعمير القابضة والأرض للتطوير والاستثمار العقاري. وقال مشعل بن عبد العزيز في كلمة له بهذه المناسبة إن هذا المشروع يأتي في إطار المشاريع التنموية والتطويرية التي تشهدها العاصمة الرياض.
يقع هذا المشروع في حي الخزامى شمال غربي الرياض على أرض تبلغ مساحتها حوالي 1,750,000 متراً مربعاً وقيمة المشروع حوالي 6 مليارات ريال سعودي، وأطلق على المشروع اسم أَجْمَكَان وهو اسم نحت لغويا من عبارة «أجمل مكان». يشتمل المشروع على منطقة تجارية متكاملة الخدمات تتألف من مباني تجارية وفيلات وقصور فخمة وفندق راق فئة خمس نجوم ملحق به خدمات متكاملة، كما تحتوي المنطقة التجارية المزمع تنفيذها على مرافق متنوعة وشوارع تجارية فسيحة معدة للمشاة والتنزه والترفيه.
وقعت مجموعة الشعلة القابضة اتفاقية مشروع مشترك مع إعمار العقارية في أواخر سنة 2008 لتطوير مجمع «روابي رماح» متعدد الأغراض بالقرب من مدينة الرياض بقيمة تطويرية تبلغ 27 مليار ريال سعودي، وبمساحة تصل إلى 31 مليون متر مربع. تم التخطيط للمشروع ليكون مجمعاً متكاملاً ينبض يحتضن وحدات سكنية ومساحات تجارية، إضافة إلى مراكز للرعاية الصحية ومؤسسات تعليمية ومراكز للنشاطات الاجتماعية وحدائق بما فيها «حديقة النخيل» التي اقترح بناؤها في «روابي رماح» من أهم معالم المشروع، حيث تمتد على مساحة 400 فدان (1.6 مليون متر مربع).
قال مشعل بن عبد العزيز آل سعود بأن مشروع «روابي رماح» سيوفر أكثر من 25 ألف فرصة عمل مباشرة تشمل مختلف القطاعات الاقتصادية الرئيسية.

## تعاون اقتصادي
وقعت مجموعة الشعلة القابضة يوم 16 دجنبر 2009 بحضور سفير أوكرانيا لدى السعودية مذكرة تفاهم مع اتحاد المقاولين والصناعيين الأوكراني ممثلة برئيسها أناتولي كيناخ لتوسيع وتعميق التعاون الاقتصادي المتبادل طويل الأمد بين الشركات والمؤسسات السعودية والأوكرانية. وقالت مجموعة الشعلة أن الاتفاق الذي تم بين الجانبين يهدف إلى ترسيخ العلاقات بين البلدين ولتنظيم وتسهيل الحصول على الاتفاقيات التجارية والترتيبات اللازمة ورفع التعاون بين أوكرانيا والمملكة العربية السعودية في مجالات التعاون التجاري والاقتصادي.

## وصلات خارجية
- الموقع الرسمي